# Saint-Julien-de-Chédon
 Saint-Julien-de-Chédon  es una población y comuna francesa, en la región de Centro, departamento de Loir y Cher, en el distrito de Blois y cantón de Montrichard.

## Demografía
| 537 | 560 | 639 | 717 | 733 | 698 |
| Para los censos de 1962 a 1999 la población legal corresponde a la población sin duplicidades (Fuente: INSEE [Consultar]) |     |     |     |     |     |